# Битва при Сангане
Битва при Сангане — боевые столкновения между войсками сторонников шаха династии Сефевидов Тахмаспа II и афганским племенем абдали (дуррани) в Восточном Хорасане в 1727 году. Эти бои стали первым сражением возрождавшейся Персидской империи. Несмотря на тактический успех персов, стратегическим они не смогли добиться значимого прогресса.

## Предыстория
Заняв большую часть Хорасана, полководец Тахмаспа Надир-шах решил продвинуться дальше на восток и закрепиться в районе Сангана и Бехдадина (на границе современных Ирана и Афганистана). Оба города были стремительно захвачены, но горожане успели направить призы о помощи вождям афганского племени абдали, которое подготовило армию из 20,000 человек. Абдали Сангана восстали в ожидании подхода этих войск, но Надир-шах оперативно послал отряд, который захватил один из входов в Санган, а затем разграбил город.

## Битва
Основные силы абдали подошли слишком поздно, однако афганцы были полны решимости дать бой. Большая часть сил Надира находились под его собственной командой в центре боевой линии, ещё 2000 стрелков командовал Тахмасп II. Исход последовавшей битвы неоднозначен: так, на одном фланге воска Надира были близки к бегству, но им на помощь вовремя подоспели 1000 солдат из резерва. В итоге поле боя стали покидать афганцы, которые, несмотря на потери, все ещё оказывали сопротивление при повторных столкновениях в последующие дни после отступления.

## Последствия
Экспедиция сама по себе не дала никаких стратегических выгод, и Надир-шах удалился в верхний Хорасан, чтобы вновь консолидировать армию и планировать наступление на Герат.